# Бит в секунду
Бит в секунду, бит/с (англ. bit per second, bps) — базовая единица измерения скорости передачи данных, используемая на физическом уровне сетевой модели OSI или TCP/IP, а также скорости передачи информации, если в качестве единицы измерения количества информации выбран бит.
В бодах измеряют символьную скорость. При манипуляции с двоичным кодированием бод равен биту в секунду.

## Производные единицы
Для обозначения бо́льших скоростей передачи применяют более крупные единицы, образованные с помощью приставок системы СИ кило-, мега-, гига- и т. д., получая:
- килобиты в секунду — кбит/с (kbps, kbit/s или kb/s)
- мегабиты в секунду — Мбит/с (Mbps, Mbit/s или Mb/s)
- гигабиты в секунду — Гбит/с (Gbps, Gbit/s или Gb/s)

… и т. д.
Чтобы не путать Mb/s и MB/s (1 MB/s = 8 Mb/s), рекомендуется использовать сокращение Mbit/s. ГОСТ 8.417—2002 предусматривает обозначение битов без сокращения, бит.
В отношении трактовки приставок и правильного их написания существует неоднозначность. См. двоичные приставки.

## В телекоммуникациях
На фундаментальном уровне скорость передачи данных зависит от частоты генератора передатчика (измеряемой в герцах). При разработке стандартов скорости (и часто́ты) чаще всего подбирают так, чтобы за секунду передавалось целое число 8-битных байтов (октетов).
Примеры:
- Максимальная скорость передачи информации во всех стандартах Ethernet: 10 Мбит/с = 10 000 000 бит/с, 100 Мбит/с = 100 000 000 бит/с, 1 Гбит/с = 1 000 000 000 бит/с и т. д.
- Основной цифровой канал (ОЦК) имеет скорость 64 кбит/с = 64 × 1000 бит/с. На основе ОЦК построена вся плезиохронная цифровая иерархия. Например, скорость потока E1 (содержит 32 ОЦК) = 2,048 Мбит/с = 2048 кбит/с = 2 048 000 бит/с.
- Скорость STM-1[англ.] равна 155,52 Мбит/с = 155 520 000 бит/с. На основе STM-1 построена вся синхронная цифровая иерархия.
- Скорости старых модемов, написанные в спецификациях (и на коробках самих модемов) — 56K, 33.6K, 28.8K, 14.4K и т. д. — указаны в битах в секунду с использованием десятичной приставки K = 1000.

## Перевод в другие единицы
Для того чтобы узнать скорость передачи данных в единицах, обычно используемых для определения объёма хранимой информации (байт, килобайт, мегабайт и т. д.), нужно разделить скорость передачи в битах в секунду на 8, получив тем самым скорость передачи в байтах в секунду, и затем использовать требуемую приставку.
Чтобы получить скорость передачи в кибибайтах в секунду (КиБ/с), нужно разделить скорость передачи в битах в секунду на 8 × 1024. Для получения скорости передачи в мебибайтах в секунду (МиБ/с) нужно разделить скорость передачи в битах в секунду на 8 × 1024 × 1024, в гибибайтах в секунду (ГиБ/с) — на 8 × 1024 × 1024 × 1024, и т. д.
Примеры:
```
Скорость передачи равна 
512
 
кбит/с

                        
512
 × 
1000
 = 
512 000
 
бит/с

                                     
512 000
 / 
8
 = 
64 000
 
байт/с

                                                   
64 000
 / 
1024
 = 
62,5
 
КиБ/с

                                                   
64 000
 / 
1000
 = 
64,0
 
кбайт/с
```

```
Скорость передачи равна 
16
 
Мбит/с

                        
16
 × 
1000
 × 
1000
 = 
16 000 000
 
бит/с

                                           
16 000 000
 / 
8
 = 
2 000 000
 
байт/с

                                                            
2 000 000
 / 
1024
 / 
1024
 = 
1,9
 
МиБ/с

                                                            
2 000 000
 / 
1000
 / 
1000
 = 
2,0
 
Мбайт/с
```

```
Скорость передачи равна 
500
 
Гбит/с

                        
500
 × 
1000
 × 
1000
 × 
1000
 = 
500 000 000 000
 
бит/с

                                                   
500 000 000 000
 / 
8
 = 
62 500 000 000
 
байт/с

                                                                         
62 500 000 000
 / 
1024
 / 
1024
 / 
1024
 = 
58,2
 
ГиБ/с

                                                                         
62 500 000 000
 / 
1000
 / 
1000
 / 
1000
 = 
62,5
 
Гбайт/с
```